# Evento Laschamp
El evento Laschamp o Laschamps fue una excursión geomagnética (una breve inversión del campo magnético de la Tierra). Tuvo lugar entre 42.200 y 41.500 años atrás, durante el final del Último Periodo Glacial. Se descubrió a partir de las anomalías geomagnéticas halladas en las coladas de lava de Laschamps, en Clermont-Ferrand (Francia), en la década de 1960.
El evento Laschamp es la más estudiada de todas las excursiones geomagnéticas, siendo además la primera conocida.

## Contexto y efectos
Desde su descubrimiento la excursión magnética ha quedado constatada en archivos geológicos de muchas otras partes del mundo. La transición del campo normal al campo invertido tuvo una duración aproximada de 250 años, permaneciendo en tal estado unos 440 años. Durante la transición el campo magnético de la Tierra disminuyó hasta un mínimo del 5% de su intensidad actual, situándose en torno al 25% de esta cuando se invirtió por completo. Esta reducción de la intensidad del campo geomagnético dio lugar a un aumento de la llegada de rayos cósmicos a la Tierra, lo que provocó, a su vez, una mayor producción de los isótopos cosmogénicos berilio-10 y carbono-14, una disminución del ozono atmosférico y cambios en la circulación atmosférica.
Se cree que esta pérdida del escudo geomagnético contribuyó a la extinción de la megafauna australiana, a la de los neandertales y a la aparición del arte rupestre. Sin embargo, la falta de pruebas que corroboren una relación causal entre el evento de Laschamp y los cuellos de botella poblacionales de muchas especies de megafauna, así como los cambios radioisotópicos relativamente moderados durante el evento, han arrojado importantes dudas sobre el impacto real del evento de Laschamp en los cambios medioambientales globales.
Debido a que ocurrió hace aproximadamente 42.000 años, el periodo se ha denominado Evento Adams o Evento Geomagnético de Transición Adams, un homenaje al escritor de ciencia ficción Douglas Adams, autor de La Guía del Autoestopista Galáctico, libro en el que "42" era la respuesta a la vida, el universo y a todo.

## Investigación
El Consejo Australiano de Investigación financió una investigación en 2019 para analizar un árbol kauri hallado en Nueva Zelanda. La datación por radiocarbono revela que el árbol estuvo vivo hace entre 42.500 y 41.000 años, dentro del marco temporal del evento.